# 足球尤物
《足球尤物》（英語：She's the Man）是2006年發行的美國浪漫喜劇電影，由安迪·菲克曼執導，改編自威廉·莎士比亞的戲劇作品《第十二夜》。電影由亞曼達·拜恩斯、查寧·塔圖、蘿拉·琳賽和凡尼·瓊斯主演，劇情描述高中女足校隊隊長維奧拉在足球隊被解散後，女扮男裝、代替自己的雙胞胎哥哥塞巴斯蒂安，去參加她哥哥即將轉學的學校的足球隊，因而發生一連串的趣事。

## 外部連結
- 官方网站
- 互联网电影数据库（IMDb）上《足球尤物》的资料（英文）
- 爛番茄上《足球尤物》的資料（英文）
- Metacritic上《足球尤物》的資料（英文）
- Box Office Mojo上《足球尤物》的資料（英文）